# Кийуино (окръг, Мичиган)
Окръг Кийуино (на английски: Keweenaw County) е окръг в щата Мичиган, Съединени американски щати. Площта му е 15 452 km², а населението - 2301 души (2000). Административен център е населеното място Ийгъл Ривър.